# Droga wojewódzka nr 481
Droga wojewódzka nr 481 (DW481) – droga wojewódzka o długości 62 km, leżąca na obszarze województwa łódzkiego. Trasa ta łączy drogę wojewódzką 482 w Łasku z   Wieluniem. Droga leży na terenie powiatów łaskiego i wieluńskiego. Stanowi część trasy łączącej Łódź z Wieluniem. 

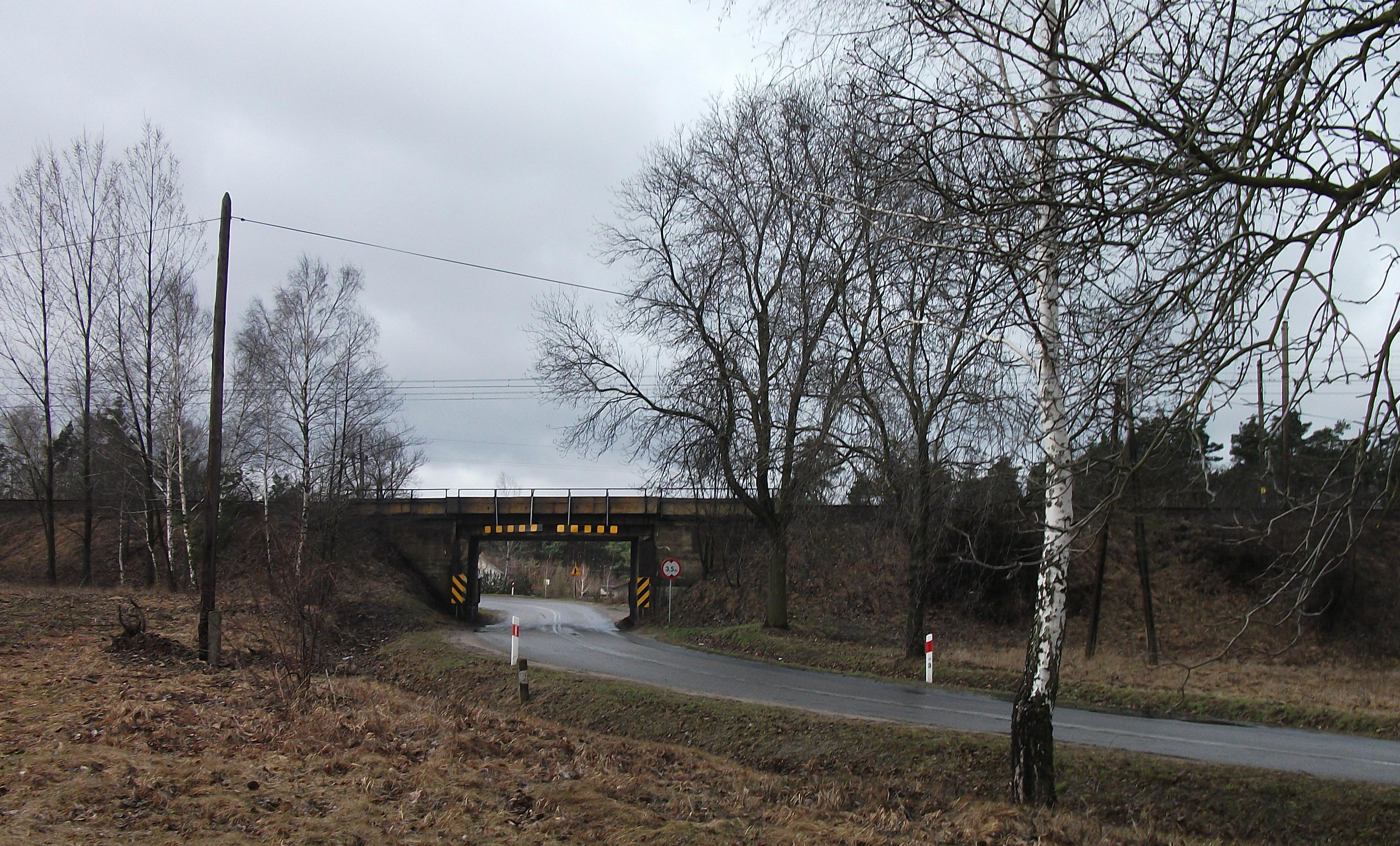
Wiadukt kolejowy w ciągu linii kolejowej nr 131 nad drogą wojewódzką nr 481 w Lichawej

Na odcinku pomiędzy Rychłocicami a Szynkielowem droga posiada nienormatywnie wąską jezdnię (jedynie 5,5 metra szerokości) a ponadto normą na tym odcinku są oberwane pobocza.

## Historia numeracji
Na przestrzeni lat trasa posiadała różne oznaczenia i kategorie/klasyfikacje:

| Lista źródeł |
| --- |
| - Mapa samochodowa Polski, Warszawa: Państwowe Przedsiębiorstwo Wydawnictw Kartograficznych, 1956. Brak numerów stron w książce - Atlas samochodowy Polski, Druk rozpoczęto w kwietniu 1958 r. — ukończono w czerwcu 1958 r., Warszawa: Państwowe Przedsiębiorstwo Wydawnictw Kartograficznych, s. 97. - Atlas samochodowy Polski 1:500 000. Wyd. IV. Warszawa: Państwowe Przedsiębiorstwo Wydawnictw Kartograficznych, 1965, s. 97. - Mapa samochodowa Polski 1:1 000 , wyd. dziesiąte, Warszawa: Państwowe Przedsiębiorstwo Wydawnictw Kartograficznych, 1971. Brak numerów stron w książce - Mapa samochodowa Polski 1:1 000 , wyd. jedenaste, Warszawa: Państwowe Przedsiębiorstwo Wydawnictw Kartograficznych, 1972. Brak numerów stron w książce - Mapa samochodowa Polski 1:1 000 , wyd. trzecie, Warszawa: Państwowe Przedsiębiorstwo Wydawnictw Kartograficznych, 1975. Brak numerów stron w książce - Samochodowy atlas Polski 1:500 000. Wyd. V. Warszawa: Państwowe Przedsiębiorstwo Wydawnictw Kartograficznych, 1979, s. 98. ISBN 83-7000-017-7. - Samochodowy atlas Polski 1:500 000. Wyd. VI. Warszawa: Państwowe Przedsiębiorstwo Wydawnictw Kartograficznych, 1980, s. 98. - Mapa samochodowa Polski 1:1 500 000, Załącznik do informatora samochodowo-motocyklowego – rocznik XXVIII, Warszawa: Państwowe Przedsiębiorstwo Wydawnictw Kartograficznych, 1983. Brak numerów stron w książce - Samochodowy atlas Polski 1:500 000. Wyd. IX. Warszawa: Państwowe Przedsiębiorstwo Wydawnictw Kartograficznych, 1984, s. 98. - Samochodowy atlas Polski 1:500 000. Wyd. IX. Warszawa: Państwowe Przedsiębiorstwo Wydawnictw Kartograficznych, 1985, s. 98. |

| Lista źródeł |
| --- |
| - Uchwała nr 192 Rady Ministrów z dnia 2 grudnia 1985 r. w sprawie zaliczenia dróg do kategorii dróg krajowych. (M.P. z 1986 r. nr 3, poz. 16) - Polska: atlas samochodowy 1:300 000. Wyd. pierwsze. Warszawa: Polskie Przedsiębiorstwo Wydawnictw Kartograficznych, 1992. ISBN 83-7000-080-0. Brak numerów stron w książce - Polska: mapa samochodowa 1:700 000, wyd. 1, Szczecin: Wydawnictwo Kartograficzne KOMPAS, 1996–1997, ISBN 83-904373-2-5. Brak numerów stron w książce - Polska: mapa samochodowa 1:700 000, wyd. II Zmienione i poprawione, Szczecin: Wydawnictwo Kartograficzne KOMPAS, 1997–1998, ISBN 83-904373-3-3. Brak numerów stron w książce - Rozporządzenie Rady Ministrów z dnia 15 grudnia 1998 r. w sprawie ustalenia wykazu dróg krajowych i wojewódzkich. (Dz.U. z 1998 r. nr 160, poz. 1071) - Polska: mapa samochodowa z podziałem administracyjnym 1:700 000, wyd. V Zmienione, poprawione i uaktualnione, Szczecin: Wydawnictwo Kartograficzne KOMPAS, 1999–2000, ISBN 83-904373-7-6. Brak numerów stron w książce - POLSKA Atlas drogowy 1:200 000. Mapy Ścienne Beata Piętka, 2000. Brak numerów stron w książce - Polska: autoatlas 1:300 000, Autoatlas opracowano dla potrzeb Polskiego Koncernu Naftowego ORLEN Spółka Akcyjna, Warszawa: ABW Sp. z o.o., 2001, ISBN 83-915542-0-1. Brak numerów stron w książce - Polska: mapa samochodowa z podziałem administracyjnym 1:700 000, wyd. IX, Szczecin: Wydawnictwo Kartograficzne KOMPAS, 2002–2003, ISBN 83-904373-7-6. Brak numerów stron w książce - Polska: mapa samochodowa z podziałem administracyjnym 1:700 000, wyd. XII Zmienione, poprawione i uaktualnione, Szczecin: Wydawnictwo Kartograficzne KOMPAS, 2004–2005, ISBN 83-904373-7-6. Brak numerów stron w książce - Polska: mapa samochodowa z podziałem administracyjnym 1:700 000, wyd. XIV Zmienione, poprawione i uaktualnione, Szczecin: Wydawnictwo Kartograficzne KOMPAS, 2005–2006, ISBN 83-904373-7-6. Brak numerów stron w książce - Polska 2016: mapa samochodowa 1:700 000, wyd. XXVII, Dom Wydawniczy PWN, 2016, ISBN 978-83-7705-942-5. Brak numerów stron w książce - Polska 2017: atlas samochodowy 1:200 000 dla profesjonalistów. Wyd. IX. Warszawa: Dom Wydawniczy PWN, 2017. ISBN 978-83-7705-978-4. Brak numerów stron w książce - Polska 2020/2021: mapa samochodowa 1:700 000, Warszawa: Grupa PWN, 2020, ISBN 978-83-65808-36-3. Brak numerów stron w książce |

## Przebudowa
Do roku 2017 planowane jest wzmocnienie i poszerzenie całej drogi pomiędzy Łaskiem a Wieluniem. W październiku 2010 roku, zakończono rozbudowę drogi na odcinku Widawa – Rychłocice. Planowane etapy przebudowy:
- I etap: odcinek Widawa – Rychłocice (2009-2010) etap zakończony
- II etap: Rychłocice, budowa nowego mostu przez rzekę Wartę (oddany do użytku w sierpniu 2014 r.) oraz budowa nowego przepustu w Lichawej (oddany do użytku w czerwcu 2016 r.)
- III etap – przejście przez miejscowość Pruszków (prace zakończono na przełomie 2020 i 2021 roku)[3]
- IV etap: odcinek Rychłocice – Szynkielów – Widoradz
- V etap: odcinek Łask – Widawa

## Ograniczenia w ruchu pojazdów ciężarowych
- Nienormatywny wiadukt kolejowy nad drogą w m. Lichawa, oznakowany zakazem wjazdu dla pojazdów wyższych niż 3,5 m[4],
- Obiekt mostowy w m. Wola Wężykowa objęty zakazem wjazdu pojazdów o rzeczywistej masie całkowitej przekraczającej 15 ton[5].

### Dopuszczalny nacisk na oś
Od 13 marca 2021 roku na drodze dozwolony jest ruch pojazdów o nacisku pojedynczej osi napędowej do 11,5 tony, z wyjątkiem miejsc oznaczonych znakiem zakazu B-19.

#### Do 13 marca 2021 r.
W latach 2017–2021 droga wojewódzka nr 481 była objęta następującymi ograniczeniami dopuszczalnego nacisku pojedynczej osi:
| Znak  | Dopuszczalny nacisk | Odcinek               |
| ----- | ------------------- | --------------------- |
| DW481 | do 10 ton           | Widawa – Rychłocice   |
| DW481 | do 8 ton            | Rychłocice – Widoradz |

We wcześniejszych latach na całej długości trasy obowiązywał maksymalny nacisk na pojedynczą oś nie przekraczający 8 ton, wynikający z przepisów prawnych.

## Miejscowości leżące przy trasie 481
- Łask (S8, DK12, DW482, DW483)
- Podłaszcze
- Łopatki
- Sięganów
- Rososza
- Pruszków
- Dobra
- Lichawa
- Sędziejowice
- Stare Kozuby
- Nowe Kozuby
- Wola Wężykowa
- Rogóźno
- Widawa (DW480)
- Witoldów
- Kocina
- Brzyków
- Osieczno
- Rychłocice
- Szynkielów
- Wielgie
- Dębiec
- Piskornik
- Borowiec
- Masłowice
- Urbanice
- Wieluń (DW488)